# 歐登塞市鎮
歐登塞市鎮（丹麥語：Odense Kommune）是丹麥的一個市鎮，位於中部菲英岛中部，屬南丹麥大區。面積304.34平方公里，2009年人口187,929人。是大區人口最多的市鎮。行政中心歐登塞是丹麥第二大城市。
1970年設市。